# Bitwa pod Saint Georgen
Bitwa pod Saint Georgen (Winterthur) – starcie zbrojne, które miało miejsce w roku 1292 nieopodal szwajcarskiego miasta Winterthur, w wyniku którego wojska habsburskie pokonały siły szwajcarskie z Zürichu.
W październiku 1291 r. w trakcie pierwszej fazy wojen szwajcarsko-habsburskich, doszło do sojuszu kantonów Uri oraz Schwyz z miastem Zürich skierowanego przeciwko ekspansji terytorialnej Habsburgów. W grudniu tego samego roku do koalicji przyłączyła się Lucerna, nad którą kilka miesięcy wcześniej władzę przejęli Habsburgowie księcia Albrechta I. W kwietniu 1292 r. siły z Zürichu podjęły próbę zdobycia habsburskiego miasta Winterthur. Pod bramami miasta w rejonie Saint Georgen doszło do walnego starcia, w wyniku którego Szwajcarzy zostali pobici. Wynik bitwy oznaczał rozpad koalicji antyhabsburskiej. 